# Skyservice
Skyservice – nieistniejąca kanadyjska linia lotnicza z siedzibą w Etobicoke, w prowincji Ontario. Obsługiwała połączenia do USA, Meksyku, Europy i na Karaiby. Główną bazą był port lotniczy Toronto-Lester B. Pearson.
31 marca 2010 przewoźnik zakończył prowadzenie działalności operacyjnej. W tym czasie dysponował flotą 13 samolotów.